# Walentin Krumow
Walentin Złatew Krumow (bg. Валентин Златев Крумов; ur. 13 stycznia 1964) – bułgarski zapaśnik walczący w stylu klasycznym. Zajął czwarte miejsce na mistrzostwach świata w 1986 i piąte w 1987. Brązowy medalista mistrzostw Europy w 1985, 1988, 1989 i 1990; czwarty w 1987; piąty w 1993. Trzeci na MŚ młodzieży w 1983 roku.